# Острво (Изгубљени)
Острво, на којем се одвија радња серије Изгубљени, налази се негде у јужном Пацифику. 
У серији се помиње неколико локација са острва које су од значаја за острвљане:

## Насеобине преживелих
- Камп на плажи
- Пећине
- Голф терен
- Синина башта
- Јама
- Гробље
- Русоино склониште

## Станице Дарма Иницијативе
- Бараке
- Станица: Лабуд
- Станица: Стрела
- Станица: Кадуцеус
- Станица: Хидра
- Станица: Бисер
- Станица: Прозорско стакло
- Станица: Пламен
- Станица: Темпест
- Станица: Варка

## Разна места на острву
- Радио торањ
- Црна Стена
- Упитник у трави
- Остатак статуе
- место пада предњег дела авиона
- место пада задњег дела авиона
- место пада Бичкрафта, авиона трговаца дрогом
- место пада балона
- место где је Дезмонда избацио океан

## Историја острва
У серији се мало се каже о историји острва до доласка Дарма Иницијативе на њега. Ипак, у епизоди „Живите заједно, умрите сами”, приказује се велика статуа, са четири прста на нози, на обали острва, која ту стоји још од пре доласка Дарма иницијативе.